# Scottish Football Alliance
Die Scottish Football Alliance war eine Fußball-Liga in Schottland die von 1891 bis 1897 bestand. Die „schottische Fußball Allianz“ war eine von mehreren Ligen in der Anfangszeit des Fußballs in Schottland.

## Geschichte
Die Liga war zusammen mit der Scottish Football League, Scottish Football Union und Scottish Football Federation eine von vier Ligen die in den 1890er Jahren in Schottland entstanden. Die erste Hauptversammlung der Liga fand am 16. Juni 1891 in Glasgow statt. Bereits nach einem Jahr verließen mehrere Vereine die Liga wieder. Im Jahre 1893 kehrten eine Reihe von diesen Vereinen zurück. Nach der Auflösung der „schottischen Föderation“, schlossen sich einige Vereine der „Allianz“ an, bevor sie 1897 ebenfalls aufgelöst wurde. Die Scottish Football League konnte sich als Liga in Schottland etablieren und ermittelt seit 1891 den schottischen Meister.

## Gründungsmitglieder
| Saison  | Meister         |
| ------- | --------------- |
| 1891/92 | FC Linthouse    |
| 1892/93 | FC Cowlairs     |
| 1893/94 | FC Royal Albert |
| 1894/95 | Wishaw Thistle  |
| 1895/96 | Wishaw Thistle  |
| 1896/97 | Third Lanark    |

Die erste Spielzeit der Scottish Alliance fand in der Saison 1891/92 statt. Folgende Mannschaften waren Gründungsmitglieder: 
- Airdrieonians FC
- FC Ayr
- FC East Stirlingshire
- Greenock Morton
- FC Kilmarnock
- FC King’s Park
- FC Linthouse
- FC Northern
- Partick Thistle
- Port Glasgow Athletic
- FC St. Bernard’s
- FC Thistle